# Secret Files: Tunguska
Secret Files: Tunguska (Geheimakte Tunguska) est un jeu vidéo sorti en novembre 2006 sur PC. Édité par Deep Silver et développé par Fusionsphere Systems et Animation Arts, il dévoile une trame ayant rapport avec l'incident de l'événement de la Toungouska, le 30 juin 1908. Il a pour suite Secret Files 2: Puritas Cordis.

## Système de jeu
Le gameplay de Secret Files : Tunguska est le même que pour tous les autres jeux du genre (Syberia, Ni·Bi·Ru : Sur la piste des dieux Mayas…). Il s'agit d'un point & click, ou le joueur se déplace à la troisième personne dans un univers fixe, mais souvent très détaillé.

## Histoire
Nina, la fille du professeur Kalenkov, découvre avec stupeur l'état du bureau de son père. Celui-ci saccagé par des inconnus qui ont vraisemblablement enlevé le professeur émérite, révèle que le père de Nina aurait étudié dans la région de Toungouska sur les évènements de 1908. Face à une police incrédule et désintéressée de l'affaire, Nina voyagera dans le monde entier, accompagné de son ami Max, lui-même collègue de Kalenkov, afin de retrouver son père…

## Musique
En mai 2009, la bande originale de la série Secret Files a été mise à disposition des joueurs sur support CD en Allemagne. L'album, paru sous le nom Geheimakte - Der Original Soundtrack, regroupe deux CD, dont le premier est la bande originale de Secret Files: Tunguska tandis que le second est la bande originale de Secret Files 2: Puritas Cordis.

## Accueil
- Adventure Gamers : 3,5/5 (PC)[4] - 4/5 (DS)[5]
- Jeuxvideo.com : 14/20 (PC)[6] - 15/20 (Wii)[7] - 14/20 (DS)[8]